# Catedral de Elgin
La catedral de Elgin, también conocida como el farol del norte, es un conjunto de ruinas históricas situadas en la ciudad de Elgin el condado de Moray, el noreste de Escocia. Las cátedras de los primeros obispos de Moray estaban localizados en las iglesias de Birnie, Kineddar y Spynie. El Obispo Bricius obtuvo autoridad papal para establecer una sede fija para su catedral en Spynie en 1206, pero pidió permiso al papa antes de 1216 para trasladarla a Elgin. Sin embargo la catedral permaneció en Spynie hasta 1224, cuando fue finalmente trasladada a Elgin por el sucesor de Bricius, Andreas. La construcción de esta catedral se completó a finales del siglo XIII. Su sala capitular octogonal, una característica única en las catedrales de Escocia, se encuentra casi intacta. Las naves contienen las tumbas y efigies de algunos de los obispos, así como de algunos de los poderosos benefactores de la catedral. En 1390 la catedral y la Villa Real de Elgin fueron quemados por Alejandro Estuardo, conde de Buchan, también conocido como el Lobo de Badenoch. Las ménsulas de la catedral fueron atacadas y destruidas una vez más en 1402 por los seguidores del Señor de las Islas. Se llevaron a cabo importantes reparaciones de la Catedral en los siglos XV y XVI antes de que cayera en desuso y en la ruina tras la Reforma escocesa. La preservación del edificio comenzó lentamente en el siglo XIX, pero en la segunda mitad del siglo XX, con la renovación de las deterioradas piedras, el edificio fue totalmente estabilizado.

## Anteriores iglesias catedrales de Moray
El primer obispo del que se tiene constancia es de Gregoir de Moray, en la carta de fundación de la Abadía de Scone, de la que fue signatario, expedida por el rey Alejandro I (Alaxandair mac Mail Choluim) entre diciembre de 1123 y abril de 1124, y de nuevo en la carta de definición de los derechos legales del monasterio.
Gregoir es la versión latina de los nombres nativos Grig o Giric y alude a la posibilidad de que él pudo haber sido el último en una sucesión de nombramientos Picto-celtas en los mormaers de Moray.. Se tiene constancia por última vez de Gregoir cuando fue testigo de una carta enviada por el rey David I (Dabíd mac Choluim Mail) a la Abadía de Dunfermline en 1128. Después de la represión de la rebelión de los Óengus de Moray en 1130 el Rey David consideró como algo esencial la continuación de los obispos en Moray para el bienestar de la provincia.
Los obispos que siguieron a los Óengus en Moray no encontraron una ubicación para su catedral, que, sucesivamente, se situó en Birnie, Kinneddar y Spynie. El Papa Inocencio III emitió una bula el 7 de abril de 1206 que permitió al obispo Douglas Bricius fijar su iglesia catedral en Spynie, su inauguración tuvo lugar entre la primavera de 1207 y el verano 1208. Se autorizó la construcción de una sala capitular de ocho lados para la dirección diaria de la catedral, basándose en la Catedral de Lincoln. Elgin se convirtió en el centro de la provincia durante el reinado del Rey David, que probablemente estableció el primer castillo de la ciudad. Probablemente fue este castillo y la promesa de mejorar la seguridad, lo que llevaron a Bricius a pedir al papa permiso para trasladar la catedral desde Spynie.

## La iglesia catedral de Elgin
A pesar de la apelación de Bricius, la sede catedralicia no fue trasladada a Elgin hasta el 10 de abril de 1224, durante el mandato del obispo Andreas de Moravia. El papa Honorio III autirizó a sus delegados Gilbert de Moravia, Obispo de Caithness y Robert, abad de Kinloss para realizar la ceremonia de traslado que tuvo lugar el 19 de julio de 1224. Antes de eso, el 10 de julio, el Rey Alejandro II (Alaxandair mac Uilliam) aceptó la transferencia en un edicto en el que hacía referencia a que él había donado esas tierras previamente para ese fin. Dado que la cesión de las tierras es anterior al mandato papal, hay pruebas de que la construcción del edificio comenzó alrededor del año 1215. La catedral se terminó después de 1242, pero en 1270, de acuerdo con el cronista Fordun, hubo un incendio que afectó al edificio de la catedral y a la casa de los canónigos, aunque no se explican las causas de dicho incendio. La catedral fue reconstruida en un mayor estilo, para formar la mayor parte de la estructura que se puede ver en el estado actual. Se cree que pudo haberse terminado cuando estallaron las Guerras de independencia de Escocia en 1296. La catedral fue respetada tanto por escoceses como por ingleses durante estas guerras; así como lo fue durante el asalto de Moray en 1336 por parte del rey Eduardo III.
En 1323, el obispo David de Moravia, un benefactor del aprendizaje religioso, doó las tierras de Grisy-Suisnes, a las afueras de París que formaban parte del fondo de fundación del Collège des Écossais. Poco después de su elección en 1362 el obispo Alejandro Bur pidió fondos al papa Urbano V para hacer reparaciones en la catedral, citando el deterioro y los ataques hostiles. En agosto de 1370, Bur comenzó a realizar una serie de pagos a cambio de protección a Alejandro Estuardo, el señor de facto de Badenoch, e hijo de Roberto Estuardo, quien estaba cerca de convertirse en el rey Roberto II. Roberto, Conde de Buchan desde 1382, y Bur tuvieron numerosos enfrentamientos que culminaron con la excomunión de éste en febrero de 1390, y pidiendo protección a Thomas Dunbar, Conde de Moray. Estos actos, junto con el incremento de la frustración de Buchan debido a las restricciones que le había impuesto su hermano, Roberto Estuardo, Conde de Fife y guardián de Escocia, le llevaron a reaccionar de manera desafiante - en mayo, salió de su castillo en la isla de Lochindrob, quemó la ciudad de Forres y posteriormente en junio quemó la catedral de Elgin. También se cree que quemó la Abadía de Pluscarden, que estaba oficialmente bajo protección del obispo.